# Bill Russell
Bill Russell, właśc. William Felton Russell (ur. 12 lutego 1934 w Monroe, zm. 31 lipca 2022 w Mercer Island) – amerykański koszykarz i pierwszy czarnoskóry trener w NBA, jedenastokrotny mistrz z drużyną Boston Celtics (w tym dwukrotnie jako grający trener). Mistrz olimpijski w koszykówce mężczyzn z Melbourne w 1956.
Ukończył University of San Francisco, gdzie dwukrotnie zdobył mistrzostwo NCAA. W 1956 został wybrany w drafcie przez St. Louis Hawks, ale grał od początku w Celtics, zdobywając z tą drużyną jedenastokrotnie tytuł Mistrza NBA, w latach 1957, 1959–1966, 1968–1969. Pięciokrotnie został ogłoszony MVP sezonu, w latach 1958, 1961, 1962, 1963, 1965. Dwunastokrotnie grał w Meczu Gwiazd.
Przede wszystkim znakomity obrońca, pierwszy koszykarz NBA, który przekroczył średnią liczbę 20 zbiórek w sezonie. Jego rekord wynosi 51 (drugi wynik w historii), a średnia z całej kariery 22,5. Podstawowy gracz słynnej bostońskiej dynastii Reda Auerbacha.
W sezonach 1958/1959 i 1959/1960 zajął drugie miejsce w głosowaniu na MVP fazy zasadniczej.
Wyznaczony przez Auerbacha w 1966 na swego następcę, został pierwszym w historii amerykańskich lig zawodowych czarnoskórym trenerem. Potem trenował drużyny Seattle SuperSonics (w latach 1973–1977) i Sacramento Kings (1987–1988), ale nie odniósł już tak wielkich sukcesów.
Jest jednym z ponad 40 zawodników w historii, którzy zdobyli zarówno mistrzostwo NCAA, jak i NBA w trakcie swojej kariery sportowej.
W 1975 uhonorowany członkostwem w Basketball Hall of Fame. Wybierany do wszystkich ogłoszonych Anniversary Teams: drużyny 25-lecia, drużyny 35-lecia, 50. najwybitniejszych graczy wszech czasów oraz drużyny 75-lecia.
Pracował także jako komentator telewizyjny i pisał książki.
Od 2009 roku jego imieniem nazywana jest nagroda MVP Finałów NBA.

## Osiągnięcia

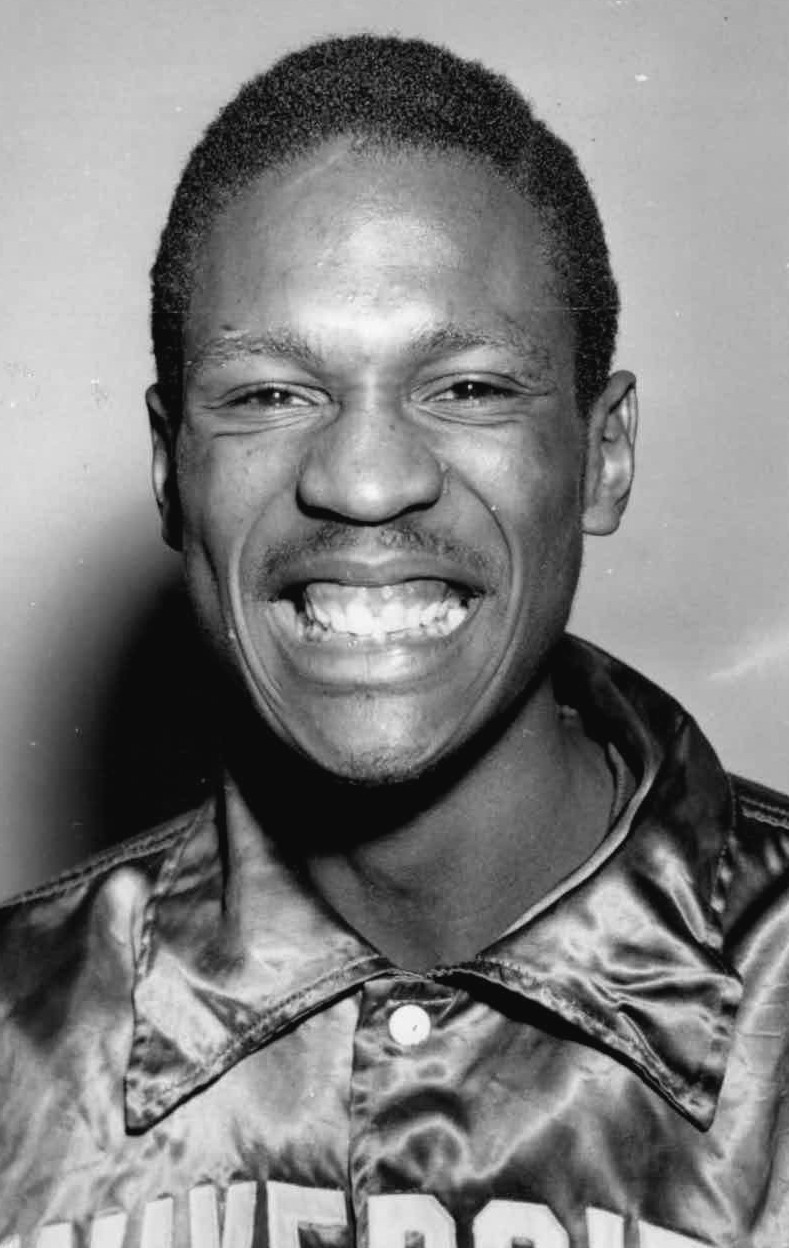
W barwach San Francisco Dons (1954-1956).

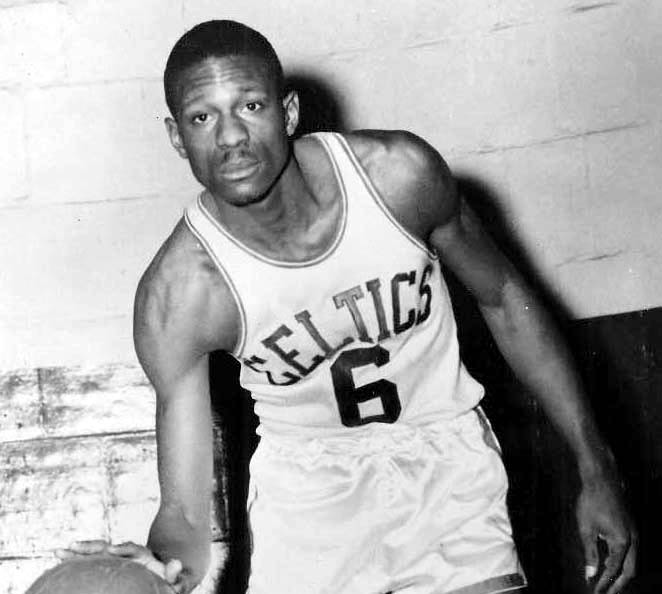
Russell pod koniec lat 50.

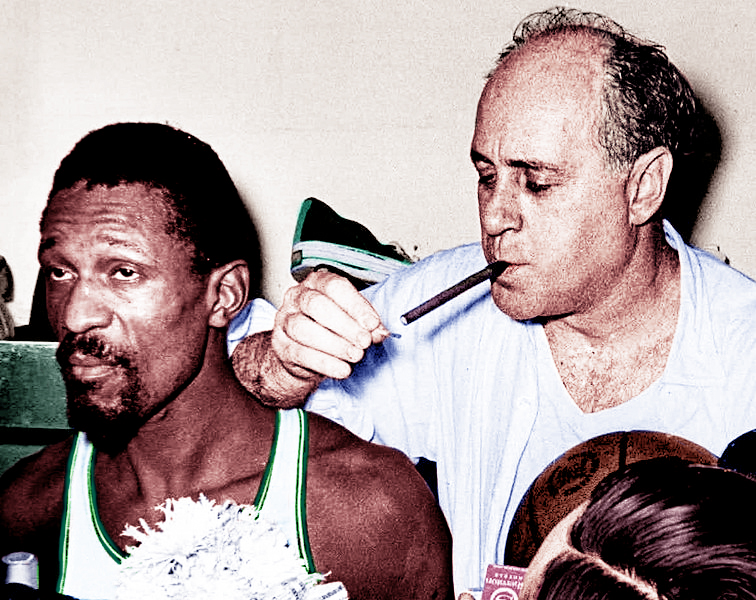
Z Redem Auerbachem po zdobyciu mistrzostwa NBA w 1966.

### NCAA
- dwukrotny mistrz NCAA (1955–56)[5]
- Zawodnik roku:
  - NCAA według:
    - Helms Foundation (1955–1956)[6]
    - United Press Iinernational (1956)[7]

  - konferencji West Coast (1956)[8]
- Most Outstanding Player (MOP=MVP) turnieju NCAA (1955 - odpowiednik MVP finałów NBA)[9]
- Wybrany do:
  - I składu:
    - All-American (1955–1956)[10]
    - turnieju NCAA (1955, 1956)[11]

  - Akademickiej Galerii Sław Koszykówki (2006)[12]

### NBA
- 11-krotny mistrz NBA (1957, 1959–66, 1968–69)[13]
- Wicemistrz NBA (1958)
- MVP:
  - sezonu regularnego NBA (1958, 1961–63, 1965)[14]
  - meczu gwiazd NBA (1963)[15]
- 12-krotny uczestnik meczu gwiazd NBA (1958–69)[16]
- Wybrany do:
  - I składu:
    - I składu NBA (1959, 1963, 1965)[17]
    - defensywnego NBA (1969)[18]

  - II składu NBA (1958, 1960–62, 1964, 1966–68)[17]
- Lider:
  - sezonu regularnego w zbiórkach (1958–59, 1964–65)[19]
  - play-off w średniej zbiórek (1957–1961, 1963, 1964)[20]
- Klub Boston Celtics zastrzegł należący do niego numer 6[21]
- 4-krotnie zaliczany do grona najlepszych zawodników w historii NBA przy okazji obchodów rocznicowych:
  - 25-lecia istnienia - NBA 25th Anniversary Team
  - 35-lecia istnienia - NBA 35th Anniversary Team[22]
  - 50-lecia istnienia - NBA’s 50th Anniversary All-Time Team[23]
  - 75-lecia istnienia - NBA 75th Anniversary Team (2021)[24]

#### Rekordy NBA
(Stan na 8 marca 2018, na podstawie, o ile nie zaznaczono inaczej.)
- najwięcej:
  - zbiórek w jednej połowie spotkania – 32 – przeciw Philadelphia Warriors 16 listopada 1957
  - sezonów:
    - z rzędu, ze średnią ponad 20 zbiórek na mecz – 10, wspódzielony z Wiltem Chamberlainem
    - ze średnią ponad 20 zbiórek na mecz – 10, wspódzielony z Wiltem Chamberlainem

  - minut spędzonych na parkiecie podczas spotkania All-Star – 42 – 1964, współdzielony z Oscarem Robertsonem (1964), Jerrym Westem (1964), Natem Thurmondem (1967)

### Inne
- Wybrany do Koszykarskiej Galerii Sław:
  - im. Jamesa Naismitha (Naismith Memorial Basketball Hall Of Fame - 1975)[28]
  - FIBA (2007)[29]

### Reprezentacja
- Mistrz olimpijski (1956)[30]

### Trenerskie
- dwukrotny mistrz NBA (1968–1969)[13]
- Trener drużyny Wschodu podczas meczu gwiazd Legend NBA (1986)[31]